# Шимон Павловський
Шимон Павловський (пол. Szymon Pawłowski, нар. 4 листопада 1986, Ґміна Полчин-Здруй) — польський футболіст, півзахисник клубу «Нецєча». Виступав, зокрема, за клуби «Заглемб'є» (Любін) та «Лех», а також національну збірну Польщі. Дворазовий чемпіон Польщі. Дворазовий володар Суперкубка Польщі.

## Клубна кар'єра

### Початок кар'єри
Народився 4 листопада 1986 року в місті Полчин-Здруй. Вихованець футбольної школи клубу «Поморчанин Славоборже». У дорослому футболі дебютував 2003 року виступами за команду клубу МСП (Шамотули), в якій провів один сезон. Протягом 2004—2006 років захищав кольори команди клубу «Мечко» (Гнезно).

### «Заглембє» (Любін)
На початку 2007 року перейшов до клубу «Заглемб'є» (Любін). В Екстраклясі дебютував 10 березня 2007 року в переможному (2:0) поєдинку проти познанського «Леха». В своєму першому сезоні в футболці любінського клубу зіграв у 4-ох матчах Екстракляси і в складі «Заглемб'є» вперше в своїй кар'єрі став переможцем чемпіонату Польщі. 3 листопада 2007 року в поєдинку проти «Краковії» відзначився  дебютним голом в Екстраклясі. Сезон 2008/09 років провів поза Екстраклясою, оскільки «Заглемб'є» був переведений до Першої ліги через корупційний скандал у польському футболі. Після одного сезону в Першій лізі разом з любінською командою повернувся до елітного дивізіону польського чемпіонату. 3 травня 2012 року в матчі 29-го туру Екстракласи проти «Полонії» Варшава відзначився 4-ма голами, забезпечивши перемогу своїй команді з рахунком 4:0. Таким чином Павловський встановив особистий рекорд у своїй професіональній кар'єрі за кількістю забитих м'ячів в одному матчі. У складі «Заглемб'є» він загалом зіграв 159 матчів, в яких відзначився 42-ма голами.

### «Лех» (Познань)
1 липня 2013 року на правах вільного агента перейшов до познанського «Леха». У футболці свого нового клубу дебютував 18 липня 2013 року в переможному (3:1) поєдинку 2-го раунду кваліфікації Ліги Європи проти ФК «Гонка». Це була його перша грав в єврокубках. У Екстракласі в складі нового клубу дебютував 21 липня 2013 року в поєдинку 1-го туру проти хожувського «Руху». Дебютним голом у футболці «Леха» відзначився 18 серпня 2014 року в переможному (4:0) матчі 2-го раунду Кубку Польщі проти «Термаліки». У сезоні 2014/15 років у складі «Леха» завоював чемпіонський титул, а 10 липня 2015 року, перемігши в фіналі з рахунком 3:1 варшавську «Легію», став володарем Суперкубку Польщі. У сезоні 2015/16 років у складі «Леха» був учасником групового етапу Ліги Європи. 7 липня 2016 року разом з «Лехом» повторив своє минулорічне досягнення, ставши вдруге в кар'єрі володарем Суперкубку Польщі.

### Оренда в «Термаліку»
31 серпня 2017 року на правах річної оренди перейшов до складу клубу «Нецєча». Станом на 22 жовтня 2017 відіграв за команду із села Нецєча 6 матчів в національному чемпіонаті.

## Виступи за збірні
Залучався до складу молодіжної збірної Польщі. На молодіжному рівні зіграв у 10 офіційних матчах, забив 2 голи.
15 грудня 2007 року дебютував у складі національної збірної Польщі в товариському поєдинку проти збірної Боснії і Герцеговини, а дебютним голом у футболці національної збірної відзначився 14 грудня 2012 року в поєдинку проти Македонії. На даний час у складі польської збірної зіграв 17 матчів та відзначився 2-ма голами.

## Статистика виступів

### Клубна
Станом на 2 листопада 2017.
| Клуб                | Сезон   | Ліга        | Ліга  | Ліга | Кубок | Кубок | Європа | Європа | Інші1 | Інші1 | Загалом | Загалом |
| Клуб                | Сезон   | Ліга        | Матчі | Голи | Матчі | Голи  | Матчі  | Голи   | Матчі | Голи  | Матчі   | Голи    |
| ------------------- | ------- | ----------- | ----- | ---- | ----- | ----- | ------ | ------ | ----- | ----- | ------- | ------- |
| «Заглемб'є» (Любін) | 2006–07 | Екстракляса | 4     | 0    | 0     | 0     | –      | –      | –     | –     | 4       | 0       |
| «Заглемб'є» (Любін) | 2007–08 | Екстракляса | 26    | 3    | 5     | 2     | 0      | 0      | 0     | 0     | 31      | 5       |
| «Заглемб'є» (Любін) | 2008–09 | Перша ліга  | 33    | 12   | 4     | 1     | –      | –      | –     | –     | 37      | 13      |
| «Заглемб'є» (Любін) | 2009–10 | Екстракляса | 8     | 0    | 0     | 0     | –      | –      | –     | –     | 8       | 0       |
| «Заглемб'є» (Любін) | 2010–11 | Екстракляса | 19    | 5    | 0     | 0     | –      | –      | –     | –     | 19      | 5       |
| «Заглемб'є» (Любін) | 2011–12 | Екстракляса | 26    | 8    | 1     | 0     | –      | –      | –     | –     | 27      | 8       |
| «Заглемб'є» (Любін) | 2012–13 | Екстракляса | 23    | 8    | 4     | 2     | –      | –      | –     | –     | 27      | 10      |
| «Заглемб'є» (Любін) | Загалом | Загалом     | 139   | 36   | 14    | 5     | 0      | 0      | 0     | 0     | 153     | 41      |
| «Лех» (Познань)     | 2013–14 | Екстракляса | 31    | 4    | 1     | 1     | 4      | 0      | –     | –     | 36      | 5       |
| «Лех» (Познань)     | 2014–15 | Екстракляса | 33    | 9    | 6     | 2     | 4      | 0      | –     | –     | 43      | 11      |
| «Лех» (Познань)     | 2015–16 | Екстракляса | 31    | 6    | 4     | 1     | 10     | 0      | 1     | 0     | 46      | 7       |
| «Лех» (Познань)     | 2016–17 | Екстракляса | 22    | 1    | 5     | 2     | –      | –      | 1     | 0     | 28      | 3       |
| «Лех» (Познань)     | Загалом | Загалом     | 117   | 20   | 16    | 6     | 18     | 0      | 2     | 0     | 153     | 26      |
| «Нецєча»            | 2017–18 | Екстракляса | 7     | 0    | 1     | 0     | –      | –      | –     | –     | 8       | 0       |

1 Включаючи Суперкубок Польщі.

## Матчі в збірній
(aktualne na dzień 20 stycznia 2014)
| Збірна      | Рік     | М'ячі | Голи |
| ----------- | ------- | ----- | ---- |
| Польща U-21 |         |       |      |
| ?           | 10      | 2     |      |
| Загалом     | Загалом | 10    | 2    |
| Польща      |         |       |      |
| 2007        | 1       | 0     |      |
| 2008        | 2       | 0     |      |
| 2009        | 1       | 0     |      |
| 2010        | 1       | 0     |      |
| 2011        | 6       | 0     |      |
| 2012        | 2       | 1     |      |
| 2013        | 2       | 1     |      |
| 2014        | 2       | 0     |      |
| Загалом     | Загалом | 17    | 2    |

| Матчі й голи в збірній | Матчі й голи в збірній | Матчі й голи в збірній | Матчі й голи в збірній | Матчі й голи в збірній | Матчі й голи в збірній | Матчі й голи в збірній |
| №                      | Дата                   | Місто                  | Суперник               | Гол                    | Рахунок                | Змагання               |
| ---------------------- | ---------------------- | ---------------------- | ---------------------- | ---------------------- | ---------------------- | ---------------------- |
| 1.                     | 15.12.2007             | Анталья                | Боснія і Герцеговина   |                        | 1:0                    | товариський            |
| 2.                     | 20.08.2008             | Львів                  | Україна                |                        | 0:1                    | товариський            |
| 3.                     | 14.12.2008             | Анталья                | Сербія                 |                        | 1:0                    | товариський            |
| 4.                     | 07.02.2009             | Фару                   | Литва                  |                        | 1:1                    | товариський            |
| 5.                     | 10.12.2010             | Анталья                | Боснія і Герцеговина   |                        | 2:2                    | товариський            |
| 6.                     | 06.02.2011             | Фару                   | Молдова                |                        | 1:0                    | товариський            |
| 7.                     | 25.03.2011             | Каунас                 | Литва                  |                        | 0:2                    | товариський            |
| 8.                     | 09.06.2011             | Варшава                | Франція                |                        | 0:1                    | товариський            |
| 9.                     | 10.08.2011             | Любін                  | Грузія                 |                        | 1:0                    | товариський            |
| 10.                    | 06.09.2011             | Гданськ                | Німеччина              |                        | 2:2                    | товариський            |
| 11.                    | 16.12.2011             | Анталья                | Боснія і Герцеговина   |                        | 1:0                    | товариський            |
| 12.                    | 14.11.2012             | Гданськ                | Уругвай                |                        | 1:3                    | товариський            |
| 13.                    | 14.12.2012             | Анталья                | Північна Македонія     | Гол                    | 4:1                    | товариський            |
| 14.                    | 02.02.2013             | Малага                 | Румунія                | Гол                    | 4:1                    | товариський            |
| 15.                    | 06.02.2013             | Дублін                 | Ірландія               |                        | 0:2                    | товариський            |
| 16.                    | 18.01.2014             | Абу-Дабі               | Норвегія               |                        | 3:0                    | товариський            |
| 17.                    | 20.01.2014             | Абу-Дабі               | Молдова                |                        | 1:0                    | товариський            |

## Титули й досягнення
«Заглемб'є» (Любін)
- Екстракляса
  -  Чемпіон (1): 2006/07

«Лех» (Познань)
- Екстракляса
  -  Чемпіон (1): 2014/15
- Суперкубок Польщі (2):
  -  Володар (2): 2015, 2016